# ミッチェル報告書に記述された選手一覧
ミッチェル報告書に記述された選手一覧（ミッチェルほうこくしょにきじゅつされたせんしゅいちらん）は、ミッチェル報告書において不正薬物使用の疑惑があるとされたメジャーリーグベースボール選手の一覧。全89名。なお、報告書で指名された選手が必ずしも不正な行為をしたという確証は、未だ定かではない。つまり、ジェイソン・ジアンビのように疑惑を大幅に（または、一部を）認めている選手もいるが、ロジャー・クレメンスのように完全に否定している選手もいる。

## 投手
| - ケビン・ブラウン - ロジャー・クレメンス - エリック・ガニエ - ジョン・ロッカー - アンディ・ペティット - マイク・スタントン - トッド・ウィリアムズ - ポール・バード - ブレンダン・ドネリー - バート・ミアディッチ - ジェフ・ウィリアムス | - リッキー・ボ－ニス - ジェイソン・グリムズリー - ダレン・ホームズ - ホシアス・マンザニーロ - ダン・ノールティ - デニー・ネーグル - ロン・ビローン - ケント・マーカー - デリック・ターンボウ - スコット・ショーエンワイス | - ジェイソン・クリスチャンセン - イスマエル・バルデス - マット・ハージェス - マイク・ジャッド - スティーブ・ウッダード - パクストン・クロフォード - ライアン・フランクリン - リッキー・ストーン - スティーブン・ランドルフ - ジム・パーケイ |

## 捕手
| - グレッグ・ゾーン - ポール・ロデューカ - ベニート・サンティアゴ | - ボビー・エスタレーヤ - ティム・レイカー - ゲイリー・ベネット | - トッド・ハンドリー - トッド・プラット - コディ・マッケイ |

## 内野手
| - ジェイソン・ジアンビ - チャック・ノブロック - ブライアン・ロバーツ - ミゲル・テハダ - マーク・キャリオン - クリス・ドネルス - マット・フランコ - モー・ボーン - トロイ・グラース | - ウォーリー・ジョイナー - アダム・リグス - フィル・ハイアット - マット・ウィリアムズ - アレックス・カブレラ - ラファエル・パルメイロ - マーク・マグワイア - ハル・モリス - ケビン・ヤング | - マニー・アレクサンダー - ハウィ・クラーク - ジェリー・ヘアストン・ジュニア - デビッド・セギー - フェルナンド・ビーニャ - ランディ・ベラーディ - マイク・ベル - デビッド・ベル - マイク・ランシング |

## 外野手
| - サミー・ソーサ - ホセ・カンセコ - レニー・ダイクストラ - デビッド・ジャスティス - ゲイリー・シェフィールド - ロンデル・ホワイト - ラリー・ビグビー - ジェイ・ギボンズ | - ゲイリー・マシューズ・ジュニア - ホセ・ギーエン - チャド・アレン - フアン・ゴンザレス - バリー・ボンズ - マービン・ベナード - グレナレン・ヒル | - F.P.サンタンジェロ - ジェレミー・ジアンビ - アーマンド・リオス - アダム・パイアット - リック・アンキール - ジャック・カスト - ヌック・ローガン |